# Épreuve de contrôle
Ne doit pas être confondu avec Épreuve contractuelle.
Une épreuve de contrôle permet de vérifier la mise en page, le cadrage, le positionnement et la dimension des composantes d'une page. Sans garantir avec certitude la colorimétrie des images ni la conformité au Standard d'Impression, elle permet d'éviter des erreurs et une perte de temps avant d'effectuer le tirage. 
Plusieurs types d'épreuves peuvent être obtenus. Une sortie d'imprimante laser couleur, qu’elle soit ou non de haute résolution, n’est jamais une référence fiable de la couleur qui sera obtenue sous presse, pas plus que l’image que renvoie un moniteur. En effet, ceux-ci gèrent les couleurs différemment de la presse offset.
- Le pressmatch numérique est calibré selon les profils de la presse et fidèle de 95 à 97 % au résultat final imprimé sur papier glacé. Il peut être complété par un bleu numérique qui permettra de réaliser une maquette du produit fini en fonction du rendu demandé.

C'est une épreuve de contrôle avantageuse et économique puisqu’elle ne requiert pas de sortie de films.
Si des corrections sont demandées, en fonction de leur nature, une autre épreuve est nécessaire. Si la correction n’influence pas les couleurs du document, un fichier PDF ou une sortie laser qui auront été créés à partir du fichier de sauvegarde peuvent suffire. Le pressmatch original est conservé pour servir de référence pour les couleurs lors de l’impression.
- Le bleu numérique permet de tester l'impression des couleurs à plat. Seules les chartes de couleurs à plat (Pantone par exemple) sauront indiquer de façon précise la couleur exacte qui sera imprimée en fonction du numéro choisi : aucune épreuve n’est physiquement capable de reproduire avec exactitude ces recettes de couleurs.

Référence juste du visuel qui sera imprimé (mais non des couleurs), cette épreuve a elle aussi l’avantage de ne pas nécessiter de sortie de films. Pour sortir les films correspondants, le bleu Dylux ou l'ozalid (créé à partir des films), un peu plus économique, peut aussi convenir selon la situation.